# Michel Kikoine
Michel Kikoine (Rejitsa, 31 maggio 1892 – Cannes, 4 novembre 1968) è stato un pittore francese, originario della Bielorussia.

## Biografia
Michel Kikoine nacque a Rejitsa nei pressi di Vicebsk, in Bielorussia, il 31 maggio 1892, in una famiglia ebrea della borghesia medio-piccola.
Nel 1907 cominciò a studiare arte a Minsk, dove conobbe Pinchus Kremegne e Chaïm Soutine, di cui sarebbe stato amico per tutta la vita, nonostante il carattere differente (Kikoine era molto riflessivo, mentre Soutine aveva frequenti scatti d'ira). Nel 1908 Kikoine e Soutine continuarono i loro studi artistici a Vilnius, che lasciarono nel 1911 per trasferirsi a Parigi. Kikoine ebbe così modo di osservare da vicino le opere dei più importanti artisti del periodo, rimanendo particolarmente colpito da Pissarro e da Cézanne, il cui stile ebbe un'impressione durevole su di lui. Le sue opere di questi anni risentono particolarmente di queste influenze, con colori ricchi e con pennellate veloci che si avvicinano all'impressionismo.
Nel 1914 Kikoine sposò una ragazza lituana. Nello stesso anno si arruolò volontario nell'esercito francese, dove rimase fino alla fine della prima guerra mondiale.
Nel 1919 tenne la sua prima mostra a Parigi; negli anni seguenti espose regolarmente al Salon d'Automne. Le sue opere ottennero un discreto successo tra la borghesia francese, che ne apprezzava la composizione elaborata ed i colori non eccessivamente accesi, stesi con pennellate meno vigorose rispetto alle opere di Soutine. In questi anni, grazie al raggiungimento di una certa tranquillità economica, passò le estati nella campagna francese, dipingendo paesaggi secondo uno stile che ricorda l'impressionismo ma che risente pesantemente dell'influenza di Cézanne.
Con l'occupazione della Francia da parte dei nazisti durante la seconda guerra mondiale, l'ebreo Kikoine abbandonò Parigi e si nascose con la famiglia nei dintorni di Tolosa fino alla fine della guerra, riuscendo ad evitare la deportazione. In questi anni, una parte notevole del suo lavoro andò persa. Alla fine della guerra ritornò a Parigi, dove continuò a dipingere, soprattutto nudi, autoritratti e ritratti. Nel 1958 si trasferì a Cannes dove riprese a dipingere paesaggi.
Kikoine morì a Cannes il 4 novembre 1968.